# Думбрава (Корну Лунчи)
Думбрава (рум. Dumbrava) насеље је у Румунији у округу Сучава у општини Корну Лунчи. Oпштина се налази на надморској висини од 400 m.

## Становништво
Према подацима из 2002. године у насељу је живело 524 становника.

### Попис2002.
| Расподела становништва по националности 2002.‍ | Расподела становништва по националности 2002.‍ | Расподела становништва по националности 2002.‍ | Расподела становништва по националности 2002.‍ | Расподела становништва по националности 2002.‍ |
| --------------------------------------------- | --------------------------------------------- | --------------------------------------------- | --------------------------------------------- | --------------------------------------------- |
|                                               |                                               |                                               |                                               |                                               |
| Румуни                                        | Румуни                                        |                                               | 346                                           | 66,4%                                         |
| Роми                                          | Роми                                          |                                               | 168                                           | 32,2%                                         |
| Немци                                         | Немци                                         |                                               | 7                                             | 1,3%                                          |